# Виттье, Курт
Курт Виттье — политик Нацистской Германии, депутат Рейхстага и группенфюрер СС, с 1934 по 1935 года возглавлявший главное управление СС.

## Биография
Отец Виттье Роберт был тайным правительственным советником, а с 1903 по 1919 год мэром Детмольда. Он поступил на службу в артиллерийский полк в Магдебурге в звании фанен-юнкера и получил офицерскую лицензию в качестве лейтенанта в июне 1914 года. Он принимал участие в Первой мировой войне в качестве офицера батареи, прошел подготовку офицера генерального штаба и был произведен в обер-лейтенанты в сентябре 1917 года. Когда война близилась к концу, он был тяжело ранен и попал в плен в Бельгии в ноябре 1918 года. Он сбежал и бежал в Германию в марте 1919 года. В октябре 1920 года он служил полковым адъютантом в Ольштыне; в июне 1925 года он был произведен в гауптманны. В 1922 году он женился на 22-летней дочери члена судебного совета Ирен Сковронски, у них родились две дочери.
23 ноября 1928 года против Виттье было начато расследование, утверждая, что он сексуально домогался подчиненным. Старший прокурор Ольштына закрыл расследование, заявив, что "отсутствовали какие-либо ненормальные наклонности", и объяснил инциденты "бессмысленным пьянством". Начальство Виттье в рейхсвере исключило его 1 мая 1929 года. Ему назначили пенсию и дали право носить свою форму в праздничные дни. С 1929 по апрель 1933 года Виттье нашел работу начальника отдела кадров на солодовне IREKS AG в Кульмбахе, где также работал Франц Брейтхаупт, который позже стал главой главного судебного управления СС.
1 июня 1930 года Виттье вступил в нацистскую партию (членский номер 256.189), а 1 марта 1931 года он стал членом СС (номер СС 5870). Он стал пропагандистом нацистской партии в округе Верхняя Франкония. 24 апреля 1932 года Виттье вошел в Баварский ландтаг (государственный парламент) от нацистской партии. Он ушел из парламента штата после того, как был избран в Рейхстаг от Бадена 5 марта 1933 года по апрель 1938 года.
Виттье быстро повышался в звании в СС. 15 сентября 1933 года получил звание группенфюрера. Будучи руководителем IX отделения СС во Франконии и Тюрингии, он и Рихард Гильдебрандт пытались в январе 1933 года помешать нюрнбергскому гауляйтеру Юлиусу Штрайхеру влиять на СС. В апреле 1933 года Виттье, ныне служащий полный рабочий день в СС, возглавил Высшее подразделение СС на Севере в Гамбурге. Он был назначен начальником SS-Amt в феврале 1934 года, сменив на этом посту Зигфрида Зайдель-Дитмарша, который умер. Это управление было предшественником Главного управления СС, которое было сформировано 30 января 1935 года, при этом Виттье остался его главой.
Виттье стал связующим звеном между Генрихом Гиммлером и Теодором Эйке и взял под контроль концентрационный лагерь Лихтенбург в мае 1934 года. У Виттье был конфликт с вермахтом из-за создания постоянных вооруженных подразделений СС. По мнению Виттье, подразделения СС будут предоставлены только «для целей национальной обороны». Он отказался предоставить в распоряжение вермахта членов СС, ранее принадлежавших рейхсверу. Согласно более поздней информации от Гиммлера, министр рейхсвера генерал Вернер фон Бломберг проинформировал Адольфа Гитлера о позиции Виттье в отношении подразделений СС, и это привело к его увольнению из рейхсвера в 1929 году. Гитлер передал "информацию" Бломберга Гиммлеру в июне 1934 года перед путчем Рема. После убийства Рема Гиммлер проинформировал Виттье об обвинениях, но отклонил предложение Виттье об отставке. Что касается Гитлера, Гиммлер утверждает, что оправдывал свою приверженность Виттье тем фактом, что он не хотел, чтобы Вермахт влиял на его кадровые решения в СС.
Виттье проигнорировал предупреждения Гиммлера воздерживаться от употребления алкоголя; контакты с подчиненными были неоднократными и нежелательными. 14 мая 1935 года Виттье был заменен на посту главы Главного управления СС Августом Хайссмейером. С апреля 1937 года Виттье присоединился к гамбургской Waren-Commissions-AG (WACO), которая хотела построить завод по производству взрывчатых веществ недалеко от Данненберга.
Виттье был арестован в феврале 1938 года после того, как под наблюдением гамбургского гестапо состоялись очередные "вечера товарищества". Гиммлер отстранил Виттье от службы в СС и учредил арбитражный суд для выяснения обвинений в гомосексуальных домогательствах. Арбитражный суд возглавлял Фридрих-Вильгельм Крюгер, в его состав входили асессоры Удо фон Войрш и Теодор Эйке. В ходе расследования были привлечены шеф гамбургского гестапо Бруно Линиенбах и Йозеф Мейзингер, глава Центрального управления рейха по борьбе с гомосексуализмом и абортами. Арбитражный суд ходатайствовал о том, чтобы Виттье остался в СС, но Гиммлер потребовал его отстранения в июне 1938 года, заявив:
Я был поражен, что все дела о пьянстве лидера группы Виттье не привлекли внимания арбитражного суда. [...] Исходя из моего личного и служебного, к сожалению, очень богатого опыта, я, естественно, считаю возможным, что мужчину ошибочно подозревают в гомосексуализме один или два раза, [...] что однажды мужчина, опьяненный воплями горя, обнимает других людей. […] Но я думаю, что это невозможно для отделов самых разных типов, которые локально находятся далеко друг от друга, [...] людей, всегда одного и того же факта напивания, а затем выпадения из роли и уже так часто упоминаемых мужских объятий, поцелуев и прижиманий и занесения их в протокол.
12 ноября 1938 года Виттье был исключен из СС. В январе 1942 года он был внесен в список членов СС, которые пытались приобрести бывшие еврейские компании в протекторате Богемии и Моравии в ходе нацистской ариизации. С одобрения Гиммлера он приобрел механическую ткацкую и льнопрядильную фабрику в Эйпеле в тогдашнем районе Наход.
Когда война близилась к концу, Виттье был направлен командиром батальона в фольксштурм. Он был арестован в Чехословакии в мае 1945 года. Есть два разных сообщения о месте и времени его смерти: в одном говорится, что он умер 16 марта 1947 года в чешском плену, в другом говорится, что он умер 6 марта 1947 года в Москве. Согласно третьему источнику, в последний раз его видели в московской тюрьме, и он был застрелен 6 марта 1947 года в Советском Союзе после суда над советским военным трибуналом за военные преступления в концентрационном лагере Лихтенбург.